# かんむり座オミクロン星
かんむり座ο星 (かんむりざオミクロンせい、omicron Corona Borealis) とは、かんむり座にある視等級5.5等級の恒星である。地球からの距離は274光年。別名かんむり座1番星。
かんむり座ο星は、直径が太陽の10倍以上もある巨星である。
2012年、東京工業大学を中心とした研究グループが、国立天文台の岡山天体物理観測所にある188cm望遠鏡と高分散分光器HIDESを用いた観測により、木星質量の1.5倍の質量を持つ太陽系外惑星かんむり座ο星bを発見した。巨星を公転する惑星は、これまで発見された物は木星質量の2倍以上の物が多く、かんむり座ο星bは最も軽い惑星の1つである。この惑星の発見は、ほかの巨星での土星クラスやそれ以下の軽い惑星の存在を示唆する。
| 名称 （恒星に近い順） | 質量   | 軌道長半径 （天文単位） | 公転周期 (日) | 軌道離心率    | 軌道傾斜角 | 半径 |
| --------------------- | ------ | ----------------------- | ------------- | ------------- | ---------- | ---- |
| b                     | 1.5 MJ | 0.83                    | 187.3 ± 54    | 0.191 ± 0.085 | —          | —    |